# Myofasciaal pijnsyndroom
Myofasciaal pijnsyndroom (MPS) is een chronische pijnconditie die gekenmerkt wordt door pijnlijke knopen in een willekeurige spier. De knopen worden myofasciale trigger points (MTrP's) genoemd en zijn nagenoeg vergelijkbaar met de tender points bij fibromyalgie.
De term myofasciaal komt van 'myogeen' (spierweefsel) en fascie (bindweefsel).
De term is ontstaan uit diverse oudere benamingen zoals: muskelschwiele (Dld, Froriep 1843), Fibrositis/Myofibrositis (Eng. Llewellyn and Jones, 1915), Myogelose (Dld, Schade, 1919), Reffered pain (Eng. Kellgren, 1938), Muscular rheumatism (Eng. Gutstein, 1938), Fibrositis (Eng, Kelly, 1941), Myofascial triggerpoints (Eng. Travell, 1952), Fibrositis syndrom (Smythe and Moldofsky, 1977), Myofascial triggerpoints (Travell and Simons, 1983). Travell en Simons hebben twee boeken gepubliceerd over het onderwerp.
Myofasciaal pijnsyndroom is momenteel de meest gebruikte verzamelterm voor klachten die ontstaan door MTrP's.

## Kenmerken van MPS
MPS is volgens diverse onderzoekers een disfunctie van de motorische eindplaat (synaps) in een willekeurige spier. De aandoening wordt dan ook gekenmerkt door pijn in een spier waarbij rond de motorische eindplaat een energiecrisis is ontstaan. Het gevolg hiervan is dat er een pijnlijke knoop en een strakke band ontstaat in de spier. Deze knoop wordt myofasciale trigger point (MTrP) genoemd, deze knoop is manueel waar te nemen en heeft als eigenschap dat bij stevige druk de pijn verhevigt en de herkenbare pijn wordt opgewekt, meestal heeft de pijn een vast patroon van uitstraling (Travell & Simons, 1999). Ook de strakke band is in veel gevallen manueel waar te nemen en is het gevolg van het samentrekken van de sarcomeren in de betreffende spier.
Naast de MTrP en de strakke band is het pijngebied van het MTrP bij ieder individu praktisch gelijk. Dit uitstralingsgebied wordt ook wel weerpijn of referred pain (afgeleide pijn) genoemd. Een ander kenmerk van het MTrP is wel de local twitch; dit is een spier-ruggenmerg-reflex (vgl. knie-pees-reflex) die opgewekt kan worden door het MTrP weg te laten schieten onder de vinger of door een acupunctuurnaald in het MTrp te plaatsen. Overige kenmerken zijn beperking van beweging door de aangedane spier(en), enige spierzwakte en reactie van het autonome zenuwstelsel (zweten, misselijkheid) tijdens het behandelen van MTrp's. Ook wordt er over het algemeen niet één MTrP vastgesteld maar meerdere spieren zullen vaak in één ledemaat van centraal naar perifeer meerdere MTrP's hebben. Soms komen MTrP's gegeneraliseerd (over het hele lichaam) voor. Er wordt aangenomen dat de centrale MTrP's belangrijker zijn voor behandeling dan de perifere MTrP's (ook wel satelliet-triggerpoints genoemd). Het is bekend dat er latente MTrP's bij iedereen vast te stellen zijn. Deze zijn aanwezig maar veroorzaken geen klachten maar vaak wel de specifieke reacties zoals de twitch respons, referred pain en de reactie van het autonoom zenuwstelsel.
Over het algemeen wordt de diagnose MPS (nog) niet door artsen en specialisten gesteld. Er is nog weinig bekend en erkend. De onderzoeken op dit gebied zijn de afgelopen jaren toegenomen maar er is nog geen algemene medische consensus over deze aandoening. Een behandeling van MTrP's wordt in Nederland en België door een aantal fysio- en manueel-therapeuten gegeven onder de noemer van dry needling.

## Epidemiologie
Hierover is nog vrij weinig onderzoek naar gedaan en er is nog niet veel data bekend. Er is mogelijk weinig verschil tussen mannen en vrouwen. Gezien de diverse onderzoeken die over de hele wereld momenteel gedaan worden kan aangenomen worden dat personen met MTrP's overal ter wereld te vinden zijn.
Indirecte factorenUit diverse onderzoeken blijkt dat oudere personen vaker MTrP's ontwikkelen. Daarnaast is roken, gebrek aan beweging, slechte/onvolwaardige voeding, stress en spanning, slecht slapen en houdingsafwijkingen regelmatig een veroorzakende factor.
Directe oorzakenOok bij rokers en personen met chronisch (over)belast fysiek werk komen MTrP's vaker voor waarbij vooral statische belasting hoog scoort. Slechte voeding, ongewone belasting, spierkneuzing, uitputting en zenuwbeknelling kan direct leiden tot MTrP's.
In tegenstelling tot fibromyalgie (FM) reageren patiënten met MTrP's goed op dry needling, is het pijngebied niet over het gehele lichaam maar lokaal/regionaal, hebben meestal beperkte beweeglijkheid, en FM-patiënten zijn hypermobiel.

## Behandeling
De behandeling is gericht op het wegnemen van MTrP's in de spieren.
'Wet needling' (injectie) is in Amerika in 1960 voor het eerst toegepast door artsen. De behandeling is gericht op het triggerpoint, er kan botox, lokale anesthetica of corticosteroïden worden ingespoten. Wereldwijd worden er lijders zo behandeld door artsen, specialisten, paramedici en acupuncturisten.
'Dry needling' wordt met een acupunctuurnaald gedaan. Het MTrP wordt aangeprikt en er wordt geen vloeistof ingespoten. De werking van 'wet needling' en 'dry needling' is onderzocht. Er bleek uit diverse studies weinig verschil.
Andere mogelijkheden zijn laserlicht en extracorporele schokgolfbehandeling. Ook zijn er diverse handmatige technieken die door manueel therapeuten, fysiotherapeuten, bindweefseltherapeuten en (shiatsu)masseurs toegepast worden. Belangrijk is het rekken van de aangedane spieren. Kortdurend met ijs behandelen (korter dan 2 seconden per cm²) of een warmtepakking zou ook een snelle ontspannende werking hebben op de aangedane spier.

## Erkenning
De genoemde therapievormen vinden weinig erkenning in de medische wereld. Ook het bestaan van de aandoening is controversieel. Gedaan onderzoek was kleinschalig en leverde tegenstrijdige informatie op. Diverse onderzoeken zouden hebben aangetoond dat het MTrp bestaat en ook zichtbaar te maken is door middel van echografie, MRI en elastomyografie. Ook tonen intramusculaire onderzoeken aan dat er diverse weefselstof- en spierspanningveranderingen aantoonbaar zijn. Ook onderzoeken met drukmeters tonen aan dat er pijnpunten in spieren gevonden worden bij proefpersonen.
De twitch respons (het reflexfenomeen) is aantoonbaar en zichtbaar te maken bij een persoon, maar het is niet een honderd procent vaststelling van een MTrP. Er is nog onduidelijkheid waarom dry needling bijna net zo goed werkt als wet needling. Bij wet needling is van de meeste stoffen bekend wat lokaal hun werking is. Bij dry needling zijn die stoffen er niet.
Het fenomeen MTrP krijgt bekendheid bij congressen over spier/bindweefsel, (para)medische boeken en bij onderzoeken zoals RSI (Cans).